# 白湾堡
白湾堡位于浙江省苍南县赤溪镇白湾村，明初为抗击倭寇而建。现保存了完整的白湾堡城墙和堡门，为完整的清代建筑群落。2006年5月25日，与壮士所城、巡检司遗址一同归入第四批全国重点文物保护单位蒲壮所城。